# 头道沟 (新疆维吾尔自治区)
头道沟是中华人民共和国新疆维吾尔自治区的一条河流，位于塔里木盆地，该河全长43千米，集水面积约371平方千米，年均径流量约为0.23亿立方米。根据头道沟水文站测定，该河春季富水期径流量占全年的50.1%，冬季枯水期径流量占全年的7.7%。